# Jerup Hede
Jerup Hede er et 1.696 ha. stort hedeområde, beliggende nordvest for Jerup, 13 km nordvest for Frederikshavn. Vest for Jerup Hede ligger Råbjerg Mose, mod nord ligger Napstjært Mose og Ålbæk Klitplantage, mod øst ligger Ålbæk Bugt, og mod syd ligger Kragskov Hede og Tolshave Mose.
Området er det vigtigste i landet for den truede dagsommerfugl Hedepletvinge.
I området findes det største areal med landskabstypen rimmer og dobber i Danmark. Det er rester af den revlestruktur, der findes ude i vandet langs kysten, der er bevaret efter landhævningen. Revlerne kaldes rimmer og moseområderne mellem dem kaldes dobber. 
Den er en del af Natura 2000-område 3: Jerup Hede, Råbjerg og Tolshave Mose, der er både habitat- og fuglebeskyttelsesområder (H3, F6). Et område på 99 ha. blev fredet i 1950 

## Eksterne kilder og henvisninger
1. ↑  Fredningskendelse

- 3: Jerup Hede, Råbjerg og Tolshave Mose Arkiveret 31. maj 2011 hos  Wayback Machine

|  | Denne artikel om lokaliteten Jerup Hede kan blive bedre, hvis der indsættes et (bedre) billede. Du kan hjælpe ved at afsøge Wikimedia Commons for et passende billede eller lægge et op på Wikimedia Commons med en af de tilladte licenser og indsætte det i artiklen. |

57°32′50″N 10°22′35″Ø / 57.54722°N 10.37639°Ø